# 100 metri dal paradiso
100 metri dal paradiso è un film del 2012 diretto da Raffaele Verzillo.

## Trama
Mario Guarrazzi, ex-campione della corsa e miscredente, non essendo mai riuscito a partecipare alle Olimpiadi, ripone ogni speranza sul figlio Tommaso, che - invece - desidera farsi frate e, per non deluderlo, con monsignore Angelo Paolini del Pontificio consiglio delle comunicazioni sociali, convinto a sperimentare nuovi linguaggi per avvicinare i giovani alla Chiesa, mette in piedi una squadra di atleti, con preparatore tecnico lo stesso Mario.
Nasce l'idea del secolo: la Nazionale Olimpica del Vaticano, che si prepara per partecipare alle Olimpiadi di Londra 2012, con 10 atleti di tutto il mondo: una squadra di religiosi-sportivi che concorre sotto la bandiera del Papa.

## Produzione
Il regista casertano Raffaele Verzillo ritorna a dirigere una pellicola cinematografica dopo sei anni dal precedente Animanera (2006); durante il periodo di assenza dal cinema aveva lavorato come regista nelle fiction televisive. I protagonisti del film sono Domenico Fortunato, attore di origine pugliese, nel ruolo di Monsignor Paolini, Jordi Mollà, attore catalano, nel ruolo di Mario Guarrazzi ed il giovane Lorenzo Richelmy nel ruolo di Tommaso Guarrazzi. Stefano Mainetti è l'autore della colonna sonora.
Il lungometraggio, prodotto da Scripta in collaborazione con Rai Cinema, è stato girato per quattro settimane consecutive, tra ottobre e novembre 2011 tra Bari (Stadio San Nicola, Palazzo della Provincia quali principali location), Torre Canne in località Case Bianche, Ceglie Messapica (stazione ferroviaria), Triggiano, Brindisi, e le ultime due settimane di riprese a Roma.
Il film esce nelle sale in data 11 maggio 2012. La locandina riproduce una gara nello Stadio San Nicola di Bari.
Dal 14 novembre 2012 è in vendita il DVD del film con sottotitoli in inglese e spagnolo e un backstage di 15 minuti.

## Colonna sonora
La colonna sonora del film è composta da Stefano Mainetti. Il film segue due strade distinte e separate, da un punto di vista musicale: la prima è un'impostazione quasi circense con un organico bandistico che non si prende mai sul serio e descrive i nostri improbabili eroi sottolineandone la goffaggine ed impreparazione, ma allo stesso tempo la semplicità e la generosità.
Quasi tutta la colonna sonora segue questo binario con un sax soprano al tema che si articola in tempi composti a sottolineare il movimento verso il successo dei nostri personaggi. Poi c'è la parte in cui "ci devi credere" e lì cambia completamente registro. Tutto si muove intorno ad un tema epico, olimpico, una fanfara per grande orchestra che si impernia su intervalli di quarte e quinte, dati a corni e trombe.
Questa parte ci porta verso il finale dove l'impossibile si è realizzato e dove la musica deve rendere l'epicità dell'impresa portando per mano lo spettatore fin dentro lo stadio di Londra dove finisce il film e comincia l'avventura.

## Curiosità
Al film hanno preso parte come attrice anche l'atleta del getto del peso Chiara Rosa,, gli attori Grazia Daddario, Franco Giacobini e Angela Goodwin, e la cantante Arianna Bergamaschi.